# Bọ nẹt (cây)
Bọ nẹt hay còn gọi hồ ly Java (danh pháp khoa học: Cnesmone javanica) là một loài thực vật có hoa trong họ Đại kích. Loài này được Blume mô tả khoa học đầu tiên năm 1826.